# Тенема Н'Діає
Тенема Н'Діає (фр. Tenema N'Diaye, нар. 13 лютого 1981, Бамако) — малійський футболіст, що грав на позиції нападника. Виступав за національну збірну Малі, у складі якої брав участь у олімпійських іграх та Кубку африканських націй.

## Клубна кар'єра
У дорослому футболі дебютував 1997 року виступами за команду «Джоліба», в якій провів два сезони і в обох став чемпіоном Малі, а також по разу виграв кубок і суперкубок країни.
Згодом з 1999 року Тенема грав у Тунісі за клуби «Стад Тунізьєн» та «Сфаксьєн», і з кожним з клубів по разу виграв місцевий кубок ліги. Після цього з 2003 року малієцб став виступати в Азії, де встиг пограти за «Гонконг Рейнджерс», еміратський «Дубай», саудівський «Аль-Гіляль» та еміратський «Аль-Вахда» (Абу-Дабі), вигравши з останнім чемпіонат ОАЕ у 2005 році.
2005 року Н'Діає перебрався до Франції, підписавши угоду з «Гренобльом» і відіграв за команду наступні два сезони своєї ігрової кар'єри. Після цього гнрав за інші нижчолігові французькі команди «Тур», «Нант» та «Мец».
Сезон 2012/13 років  Н'Діає провів у грецькому другому дивізіоні в клубі «Кавала», а влітку 2013 року він приєднався до кіпрської команди вищого дивізіону «Неа Саламіна», де і завершив професійну ігрову кар'єру у 2014 році.

## Виступи за збірні
1999 року залучався до складу молодіжної збірної Малі. У її складі взяв участь у молодіжному чемпіонаті світу 1999 року в Нігерії, де забив два голи, а Малі стала бронзовим призером турніру.
2004 року захищав кольори олімпійської збірної Малі на Олімпійських іграх у Сіднеї, де забив 3 голи у чотирьох матчах і дійшов з командою до чвертьфіналу.
9 листопада 2001 року дебютував в офіційних матчах у складі національної збірної Малі в матчі півфіналу товариського турніру «2001 Amílcar Cabral Cup» проти Гамбії (0:1). А вже у наступній грі за 3-тє місце, 11 листопада проти Гвінеї-Бісау (2:1), Тенема забив перший гол за збірну і допоміг здобути бронзові нагороди. 
У складі збірної був учасником Кубка африканських націй 2010 року в Анголі, ді зіграв лише в одній грі, а малійці не вийшли з групи. Всього протягом кар'єри у національній команді, яка тривала 11 років, провів у її формі 23 матчі, забивши 3 голи.

## Досягнення
- Чемпіон Малі (2): 1998, 1999
- Володар Кубка Малі (1): 1998
- Володар Суперкубка Малі (1): 1999
- Володар Кубка туніської ліги (2): 2000, 2003
- Чемпіон ОАЕ (1): 2005